# Guardia Perticara
Guardia Perticara este o comună din provincia Potenza, regiunea Basilicata, Italia, cu o populație de 517 locuitori (1 ianuarie 2023) și o suprafață de 53,68 km².

## Demografie
Guardia Perticara - evoluția demografică

|  | Graficele sunt indisponibile din cauza unor probleme tehnice. Mai multe informații se găsesc la Phabricator și la wiki-ul MediaWiki. |

Date: Recensăminte sau birourile de statistică - grafică realizată de Wikipedia